# Кремьё-Брийак, Жан-Луи
Жан-Луи́ Кремьё-Брийа́к (фр. Jean-Louis Crémieux-Brilhac, при рождении Жан-Луи́ Кремьё; 22 января 1917, Коломб, департамент О-де-Сен, Франция — 8 апреля 2015, Париж) — участник французского Сопротивления, историк.
Член-корреспондент Академии моральных и политических наук.

## Биография
Жан-Луи Кремьё-Брийак носил при рождении фамилию Кремьё; он родился в еврейской семье, обитавшей во Франции с XV века. С юности придерживался традиционных для его семьи левых взглядов. На мировоззрение Жана-Луи также повлияли встречи с Андре Мальро и Стефаном Цвейгом, подготовленные при помощи его дяди Бенжамена, бывшего литературным критиком. По воспоминанию Кремьё, с 1931 года он проводил каждое лето в одной немецкой семье, придерживавшейся социалистических взглядов, видел рост профашистских настроений в стране и понял всю опасность, которую несёт нацизм. С середины 1930-х годов состоял в «Комитете бдительности антифашистской интеллигенции». Окончил Сорбонну, получив диплом филолога.
В сентябре 1939 года, после начала Второй мировой войны, Кремьё был призван в армию, из-за чего должен был прервать своё образование — к тому моменту он учился на историка. Кремьё направился на офицерские курсы в Сен-Сире, после чего проходил службу на западной оконечности Линии Мажино. 11 июня 1940 года, после капитуляции Франции, оказался в плену — в лагере военнопленных в Померании. Из распространяемой немцами внутрилагерной газеты узнал о призыве генерала де Голля к французам продолжать борьбу с нацистами. 6 января 1941 года он бежал из лагеря вместе со своим товарищем Пьером Жорьо; вместе беглецы направились на восток, рассчитывая добраться до Каунаса и попросить тамошнего консула Франции переправить их в Лондон. Пройдя 425 км, они наткнулись на солдат Красной армии, которые их задержали, так как СССР тогда состоял в союзе с нацистской Германией. Некоторое время Кремьё провёл в лагере на территории Литвы, а оттуда его перевели в Москву — сначала в Лубянскую, а затем — в Бутырскую тюрьму. Там находились ещё несколько сотен французских военных.
После 22 июня 1941 года оказалось, что СССР и «Сражающаяся Франция» генерала де Голля находятся в союзных отношениях. Несколько сотен французских офицеров подали рапорты тюремному начальству с просьбой отправить их в Англию, где находился штаб Шарля де Голля, чтобы присоединиться к войне с нацизмом. В сентябре 1941 года 218 французов были отправлены из Москвы в Лондон, и среди них был Кремьё, взявший себе в этот момент боевой псевдоним «Брийак», позднее ставший частью фамилии.
В 1942—1944 годах Англии Жан-Луи занимался пропагандой, направленной на оккупированную Европу, — он готовил радиопередачи, несколько раз выступал на радио сам. В июне 1942 года штаб «Сражающейся Франции» получил запрос от Жана Мулена, в котором координатор сопротивления на территории оккупированной Франции просил предоставить ему информацию о том, что пишет британская пресса о действиях «Сражающейся Франции». Готовить этот аналитический доклад поручили Брийаку. Жан-Луи был также одним из первых, кто поведал миру о нацистских газовых камерах.
Уйдя в отставку по окончании войны, Кремьё-Брийак работал на высоких руководящих должностях. Он стал соучредителем организации Докюментасьон франсез, призванной собирать документальные свидетельства. С 1956 года был советником Пьера Мендеса-Франса, в 1982—1986 годах — членом Государственного совета Франции. Выйдя на пенсию в 1986 году, Кремьё-Брийак посвятил своё время и силы деятельности историка, от которой его когда-то оторвала война. Основным его интересом стала Франция во Второй мировой войне. Кремьё-Брийак стремился соединить свои воспоминания и данные из других источников и ответить на вопрос: что вызвало катастрофу 1940 года? Из под его пера вышло несколько книг, он активно участвовал в мероприятиях, организовывавшихся французскими ветеранами Второй мировой. Считается одним из главных летописцев истории французского Сопротивления.
Жан-Луи Кремьё-Брийак скончался в Париже 8 апреля 2015 года в возрасте 98 лет.

## Реакция
Президент Французской Республики Франсуа Олланд выразил официальные соболезнования по поводу кончины Жана-Луи Кремьё-Брийака.

## Награды
В 2104 году Жан-Луи Кремьё-Бриак был награждён высшей французской государственной наградой — Большим крестом ордена Почётного легиона (2014).

## Сочинения
- Retour par l’URSS, Paris, Calmann-Lévy, 1945.
- Ici Londres. Les Voix de la liberté, Paris, La Documentation française, 1975—1977 (5 volumes).
- Les Français de l’an quarante, Paris, Gallimard, 1990. Deux tomes : I. La Guerre, oui ou non ? ; II. Ouvriers et soldats.
- La France Libre. De l’appel du 18 juin à la Libération, Paris, Gallimard, 1996 ; édition revue et augmentée, Gallimard, Folio, 2014.
- Prisonniers de la liberté : l’odyssée des 218 évadés par l’URSS, Paris, Gallimard, 2004.
- Pour Jean Moulin, illustré par Vladimir Veličković et Claude Weisbuch, 2004.
- Georges Boris, trente ans d’influence, Paris, Gallimard, 2010.
- L’appel du 18 juin, Paris, Calmann-Lévy, 1963, 1970 ; Paris, Armand Colin, 2010.
- La Politique scientifique de Pierre Mendès France : une ambition républicaine, Paris, Armand Colin, 2012.
- De Gaulle, la République et la France Libre, Perrin, Collection Tempus, 2014.
- L'Étrange victoire. De la défense de la République à la libération de la France, Gallimard, 244 pages, 2016.